# جيلكو شاكيتش
جيلكو شاكيتش (بالكرواتية: Željko Šakić) مواليد 14 أبريل 1988 في زغرب، جمهورية كرواتيا الاشتراكية، هو لاعب كرة سلة كرواتي. بدأ مسيرته الاحترافية في سنة 2006. يلعب مع نادي سيبونا لكرة السلة. يحمل الرقم 3. يبلغ طوله 6 قدم 8 بوصة (2.0 م). مثّل منتخب بلاده. شارك في دورة الألعاب الأولمبية الصيفية سنة 2016.

## المسيرة الاحترافية
لعب مع سوتور باسكت مونتيجرانارو في موسم 2013–2014، ثم لعب مع باسكت مانريسا في الدوري الإسباني في موسم 2014–2015، ثم لعب مع نادي أكاديميك لكرة السلة في موسم 2015–2016، ثم لعب مع نادي سيبونا لكرة السلة في سنة 2016.

## روابط خارجية
- جيلكو شاكيتش على موقع الاتحاد الدولي لكرة السلة (الإنجليزية)
- جيلكو شاكيتش على موقع الدوري الإسباني لكرة السلة (الإسبانية)
- جيلكو شاكيتش على موقع كرة السلة الأوروبية.كوم (الإنجليزية)
- جيلكو شاكيتش على موقع ريلجم (الإنجليزية)
- جيلكو شاكيتش على موقع بروبوليرز (الإنجليزية)
- جيلكو شاكيتش على موقع سبورتس رفرنس (الإنجليزية)
- جيلكو شاكيتش على موقع أوليمبيديا (الإنجليزية)